# Mystic Towers
Mystic Towers (с англ. — «Таинственные башни») — компьютерная игра в жанре action-adventure, созданная австралийским разработчиком Animation F/X и выпущенная компанией Apogee Software в 1994 году для персональных компьютеров под управлением DOS. Сюжет игры повествует о пожилом волшебнике — бароне Болдрике, который должен спасти жителей деревни, освободив от монстров заколдованные башни, построенные его предком — злым волшебником бароном Лазарем.
Игра была хорошо встречена игровой прессой. Критики хвалили игру за юмор, графику и игровой процесс, хотя низкая сложность, однообразность и музыкальное сопровождение подверглись критике.

## Игровой процесс
Mystic Towers представляет собой приключенческий боевик с изометрической перспективой. Действие происходит в вымышленной фэнтезийной, а игрок управляет персонажем по имени Болдрик, который является волшебником и бароном.
Всего в игре 12 уровней — шесть башен со статусом «ученик» и шесть со статусом «волшебник». Целью каждого уровня является убийство всех монстров и уничтожение генератора монстров. После уничтожения генератора герой получает ключ, открывающий входную дверь, через которую можно выбраться из башни.
Атаковать врагов герой должен с помощью заклинаний, ингредиенты для которых необходимо разыскивать на уровнях. Для преодоления уровней игроку часто приходится решать головоломки, которые заключаются во взаимодействии с предметами расположенными в комнатах башен. Помимо этого Болдрик должен регулярно есть и пить, чтобы не умереть от голода и жажды. Еда для героя регулярно выпадает из убитых монстров, а для воды необходимо разыскивать расположенные в башнях фонтаны.

## Сюжет
Сюжет игры повествует о пожилом бароне Болдрике, унаследовавшим умение управлять «магией волка» от своих предков. К барону обратились жители деревни Римм с просьбой о том, чтобы тот спас их от верной гибели, освободив от монстров башни, построенные злым предком Болдрика — бароном Лазарем. После недолгих раздумий Болдрик призывает свой волшебный посох и отправляется выполнять задание.
После освобождения шести башен, Болдрик возвращается к себе в замок, где к нему вновь приходит с делегация из деревни Римм и благодарит его за работу. В знак благодарности они дарят барону волшебный камень судьбы. Болдрик устанавливает камень на свой посох, усиливая тем самым его магическую силу. После этого он возвращается к очищению королевства от монстров и отправляется в шесть замков Лазаря, находящиеся в тех же местах, что и уже освобождённые от нечистой силы шесть башен.
В конце игры барон Болдрик уничтожает все башни, спасает земли от проклятья и возвращается в свой замок на заслуженный отдых.

## Разработка и выпуск
Автором дизайна Mystic Towers, а так же всей графики в ней является аниматор Линдсей Уипп. Он создал персонажа игры — барона Болдрика для своего предыдущего проекта Baron Baldric: A Grave Adventure, выпущенного исключительно в Австралии издателем Manaccom.
Уипп хотел выйти на более широкий рынок для своей новой игры и был порекомендован американской компании Apogee Software своим австралийским дистрибьютором Manaccom. К издателю он пришел с уже готовой игрой, которая изначально представляла собой юмористическую графическую приключенческую игру. В ходе бета-этапа при сотрудничестве с Apogee, игра претерпевала множество изменений и стала, по мнению самого Уиппа, «юмористическим «Shoot ’em up». Сам автор остался доволен результатом, хотя и отметил, что игра потеряла много из своей изначальной юмористической составляющей.
Программная часть игры была написана программистом Стивом Ховерлаудом на компьютере Amiga и портирована на персональные компьютеры под управлением DOS Дарреном Бейкером. Музыку для игры написал композитор Стивен Бейкер. Обложку нарисовала художница Фиона Уипп.
За пределами Австралии Mystic Towers была выпущена Apogee Software 15 июля 1994 года. Условно-бесплатная версия игры включала в себя две первые башни. В Австрали игру выпустила компания Manaccom. В 2015 году Mystic Towers появилась на платформе цифровой дистрибуции Steam в серии «Антология 3D Realms».

## Отзывы
| Иноязычные издания | Иноязычные издания |
| Издание            | Оценка             |
| ------------------ | ------------------ |
| Hyper              | 75 %               |
| Pelit              | 70 %               |
| PC Joker           | 68 %               |
| Gambler            | 80 %               |

Обозреватель австралийского журнала Hyper Дэвид Уайлдгус охарактеризовал Mystic Towers как лёгкую в освоении и веселую игру и назвал её упрощённой версией компьютерной ролевой игры Legend. Так же он похвалил Mystic Towers за юмор, дизайн монстров и приятную графику, хотя и отметил что в ней нет ничего революционного. Осси Мянтюлахти из финского журнала Pelit назвал игру слишком короткой и однообразной и написал, что её можно пройти за 2—3 вечера. Музыку в игре он назвал раздражающей. Манфред Дуй из немецкого PC Joker похвалил игру за игровой процесс и звуковое сопровождение. Помимо этого он написал, что игра отлично управляется клавиатурой или джойстиком, а вот управление мышью не очень удобное. Игровой процесс Mystic Towers он сравнил с D/Generation. Обозреватель польского журнала Gambler тоже дал Mystic Towers положительный отзыв. Он отметил, что концепция игры очень архаичная и напоминает об играх для ZX Spectrum, но разработчики её умело приукрасили симпатичной графикой, юмором и харизматичным главным героем.